# Заслони (гірництво)
Заслони (сланцеві та водяні) (рос. заслоны (сланцевые и водяные), англ. barriers (stone dust and water), нім. Gesteinsstaub (wasser-)sperren f pl) — при підземному видобуванні корисних копалин — ряд перекидних полиць, з інертним пилом (сланцеві заслони) або посудин з водою (водяні заслони), встановлених поперек виробки у верхній її частині з метою створення перешкоди поширенню вибуху і полум'я у вигляді хмари інертного пилу або водяного заслону, що утворюються при перекиданні їх вибуховою хвилею або за допомогою спеціального пристрою.